# Бои за Коницу
Бои за Коницу (греч. Μάχη της Κόνιτσας) – военная операция во время гражданской войны в Греции, проводившаяся в конце 1947 – начале 1948 годов коммунистической Демократической армией Греции с целью захвата на северо-западе Греции города Коница. Попытка захвата Коницы в конечном итоге провалилась, и правительственные войска сохранили контроль над городом.

## Предыстория
23 декабря 1947 года в Югославии греческими коммунистами было объявлено о формировании «Временного демократического правительства» во главе с «премьер-министром» Маркосом Вафиадисом. Главной целью создания правительства было признание со стороны СССР и других социалистических стран. Местом резиденции правительства на территории Греции было предложено выбрать Коницу, находившуюся рядом с коммунистической Албанией. Для операции по захвату Коницы Маркос выделил две сильные бригады: 32-ю бригаду Софианоса и 16-ю бригаду Димитриса Зигураса, усиленную двумя бригадами горной артиллерии, всего 6000 человек.
В Конице дислоцировались два батальона греческих правительственных войск под командованием подполковника Константиноса Доваса, а также жандармерия, всего около тысячи человек, усиленные тремя орудиями и двумя миномётами. В случае необходимости они могли поддерживаться с воздуха греческими ВВС.

## Ход боёв

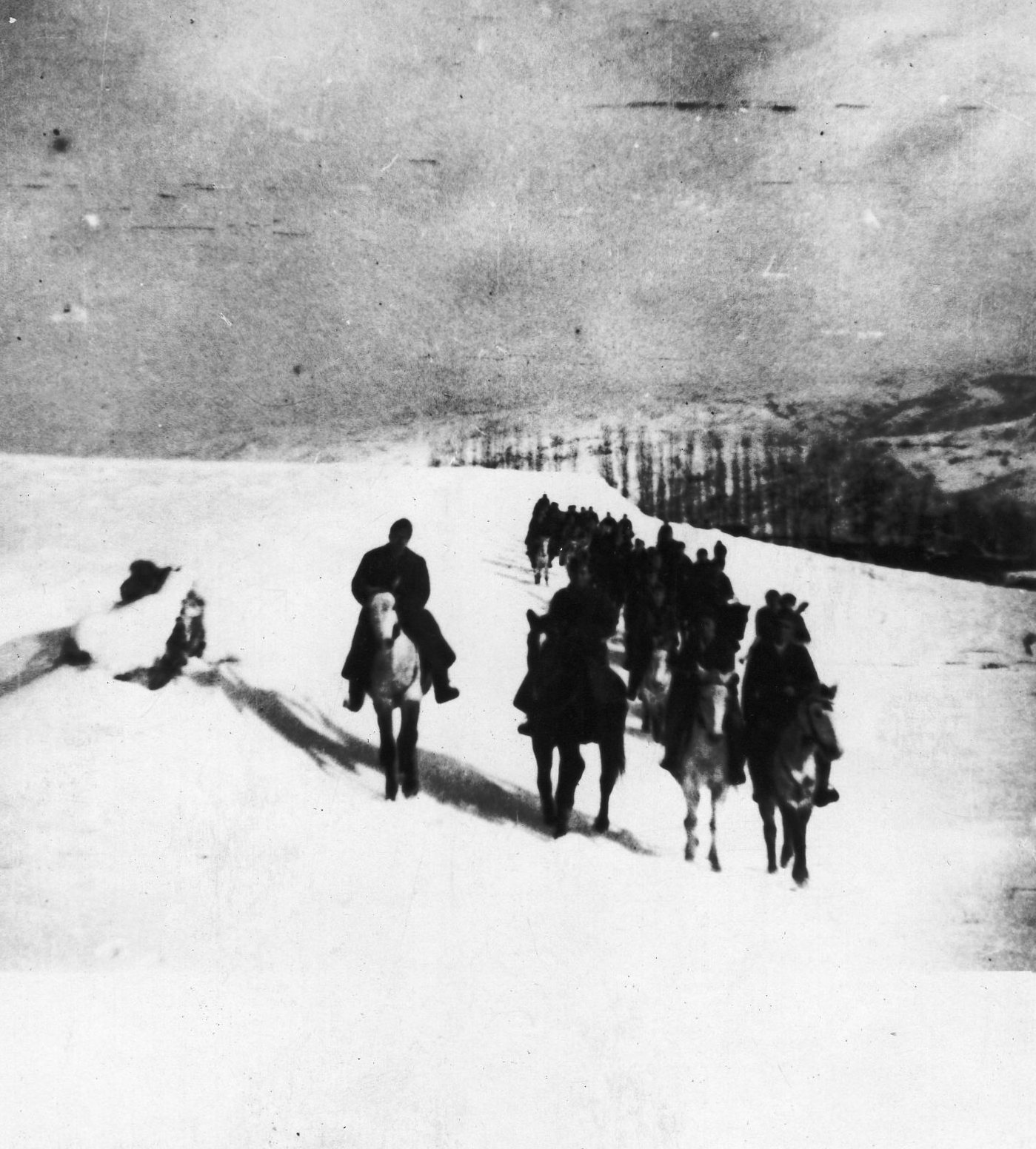
Колонна ДАГ зимой в горах

В 6 часов утра 25 декабря периметр обороны подвергся шквальному обстрелу из горной артиллерии и миномётов, а затем городок был атакован двумя бригадами ДАГ. Была захвачен холм Царново, но все атаки на холм Ития, являвшийся ключом к городу, были отбиты. Тяжело раненого Доваса заменил подполковник Георгиос Палландас. Одновременно ДАГ разрушила мост Буразани на реке Вьоса, прервав связь Коницы с Яниной.
26 декабря ситуация стала еще более критической для обороняющихся, когда войска на холме Ития подверглись такому давлению со стороны нападавших, что грозило полным крахом обороны. Вмешательство греческих ВВС существенно не улучшило ситуацию, так как у нападавших было зенитное вооружение, которым они пользовались весьма умело. Палландас решил отодвинуть позиции к самой Конице и к высотам Пророк Илия – Агиос Афанасий. Это была последняя линия обороны, которую защитники будут защищать до конца.
27 декабря нападавшим удалось проникнуть в юго-восточные районы городка, что сделало ситуацию критической для защитников. 28 декабря ДАГ-овцы бросили свои силы в атаку на высоты к северо-западу от города, которым после четырехчасового боя удалось захватить редут Мавровуни. Затем последовали неоднократные ночные атаки повстанцев. Обороняющимся удалось 29 декабря очистить город, лишь применив тактику разрушения занятых домов из противотанковых гранатомётов. С 10.30 утра 30 декабря до 03.00 ночи 31-го декабря без перерыва коммунисты пытались захватить высоту Пророка Илии, но был отбиты не только с помощью гранат, но и в результате ожесточенной рукопашной схватки. Это была их последняя атака.
К этому времени благодаря энергичным действиям командовавшего войсками в Эпире генерала Вендириса из Мецово через заснеженные горные перевалы было переброшено до тысячи солдат подкрепления, которые прибыли 31 декабря в 19.50 вечера и усилили оборону Коницы.
Правительство также отправило подкрепления на самолетах DC-3, предоставленных гражданскими авиалиниями, и 1 января 1948 года отряд коммандос, переброшенный по воздуху, занял Виглу и оттуда устремился на высоты Василикос и Буразани, выйдя в тыл повстанцам. Рано утром 3 января коммандос неожиданно атаковали и заняли холм Ликоморо, который был ключом к перевалу между Буразани и Коницей, угрожая отрезать силы нападавших. Вафиадис предпринял мощные атаки, чтобы отбить его, но все они не увенчались успехом. 6 января 1948 года ДАГ-овцы прекратили атаки на Коницу.
ДАГ потеряла 458 убитыми и 217 ранеными; правительственные войска отчитались о 149 убитых, 458 раненых и 69 пропавших без вести.